# کنسوکه تسوکودا
کنسوکه تسوکودا (انگلیسی: Kensuke Tsukuda؛ زادهٔ ۲۸ ژوئن ۱۹۷۷) بازیکن فوتبال اهل ژاپن است.
از باشگاه‌هایی که در آن بازی کرده‌است می‌توان به باشگاه فوتبال جوبیلو ایواتا اشاره کرد.